# Cylindrarctus bicornis
Cylindrarctus bicornis är en skalbaggsart som beskrevs av Chandler 1988. Cylindrarctus bicornis ingår i släktet Cylindrarctus och familjen kortvingar. Inga underarter finns listade i Catalogue of Life.